# Polynormande 2005
La 26e édition de la Polynormande s'est déroulée le 31 juillet 2005. Inscrite au calendrier de l'UCI Europe Tour 2005 dans la catégorie 1.1, elle est la douzième épreuve de la Coupe de France 2005.

## Classement final
|     | Coureur            | Équipe                |    | Temps           |
| --- | ------------------ | --------------------- | -- | --------------- |
| 1   | Philippe Gilbert   | La Française des Jeux | en | 3 h 38 min 39 s |
| 2   | Ludovic Turpin     | AG2R La Mondiale      | +  | 53 s            |
| 3   | Mickaël Buffaz     | Agritubel             |    | m.t.            |
| 4   | Ángel Castresana   | MrBookmaker.com       | +  | 55 s            |
| DSQ | Non attribué       | Cofidis               |    | m.t.            |
| 6   | Samuel Plouhinec   | Bretagne-Jean Floc'h  | +  | 58 s            |
| 7   | Yoann Le Boulanger | RAGT Semences         | +  | 1 min 17 s      |
| 8   | Arnaud Labbe       | Auber 93              |    | m.t.            |
| 9   | Leonardo Duque     | Jartazi-Revor         |    | m.t.            |
| 10  | Johan Coenen       | MrBookmaker.com       |    | m.t.            |